# Андухар, Мариано
Мариа́но Гонса́ло Анду́хар (исп. Mariano Gonzalo Andújar; родился 30 июля 1983 в Буэнос-Айресе) — аргентинский футболист, игравший на позиции вратаря. Получил известность по выступлениям за клуб «Эстудиантес», в составе которого в 2009 году выиграл Кубок Либертадорес и получил приглашение в сборную Аргентины.

## Биография
Начал профессиональную карьеру в «Уракане» в 2001 году и остался в команде даже после вылета в низший дивизион 2 года спустя.
В сезоне 2005/06 выступал за итальянский «Палермо» в условиях жесточайшей конкуренции со стороны местных вратарей (за сезон помимо Андухара в клубе выступали ещё 4 голкипера). Всего Мариано провёл 11 матчей в итальянской Серии A, 7 — в Кубке УЕФА и 3 — в Кубке Италии.
В 2006 году Андухар присоединился к команде, руководимой Диего Симеоне — «Эстудиантесу», и стал одним из ключевых игроков в команде, выигравшей золото Апертуры 2006. Андухар провёл 16 из 19 матчей в турнире и пропустил в них лишь 9 голов. Он также участвовал в «Золотом матче» против «Боки Хуниорс», закончившемся победой «Эстудиантеса» 2:1. Клуб впервые за 23 года стал чемпионом Аргентины.
В 2008 году «Эстудиантес» дошёл до финала Южноамериканского Кубка — это был первый международный финал для клуба с 1971 года. Клуб из Ла-Платы уступил бразильскому «Интернасьоналу».
В 2009 Андухар стал одним из героев победной кампании «Эстудиантеса» в главном южноамериканском турнире — Кубке Либертадорес. Мариано установил рекорд турнира, не пропустив голов в свои ворота на протяжении 800 минут. Предыдущий рекорд принадлежал Уго Гатти (767 минут). Победа над «Крузейро» принесла 4-й Кубок Либертадорес «Эстудиантесу», причём первые три были завоёваны клубом в 1968—1970 гг., соответственно, это был первый международный трофей для клуба за 39 лет.
Летом 2009 года главный тренер сборной Аргентины Диего Марадона наконец позволил дебютировать Мариано за главную команду страны, куда Андухар привлекался в качестве резервного игрока ещё с 2007 года. Дебютная игра состоялась 6 июня против сборной Колумбии. Андухар отыграл «на ноль» и Аргентина одержала домашнюю победу 1:0. Играл также Андухар и в товарищеском матче аргентинцев против России в августе 2009 года (Аргентина одержала победу со счётом 3:2).
24 июня 2009 было объявлено о переходе по окончании Кубка Либертадорес Мариано Андухара в итальянскую «Катанию». Контракт рассчитан на 4 года.

## Достижения
Эстудиантес
- Чемпион Аргентины: 2006 (Апертура)
- Обладатель Кубка Либертадорес: 2009

Наполи
- Обладатель Суперкубка Италии: 2014